# Laziše
Laziše – wieś w Słowenii, w gminie Laško. W 2018 roku liczyła 81 mieszkańców.